# Schüler-Planspiel United Nations

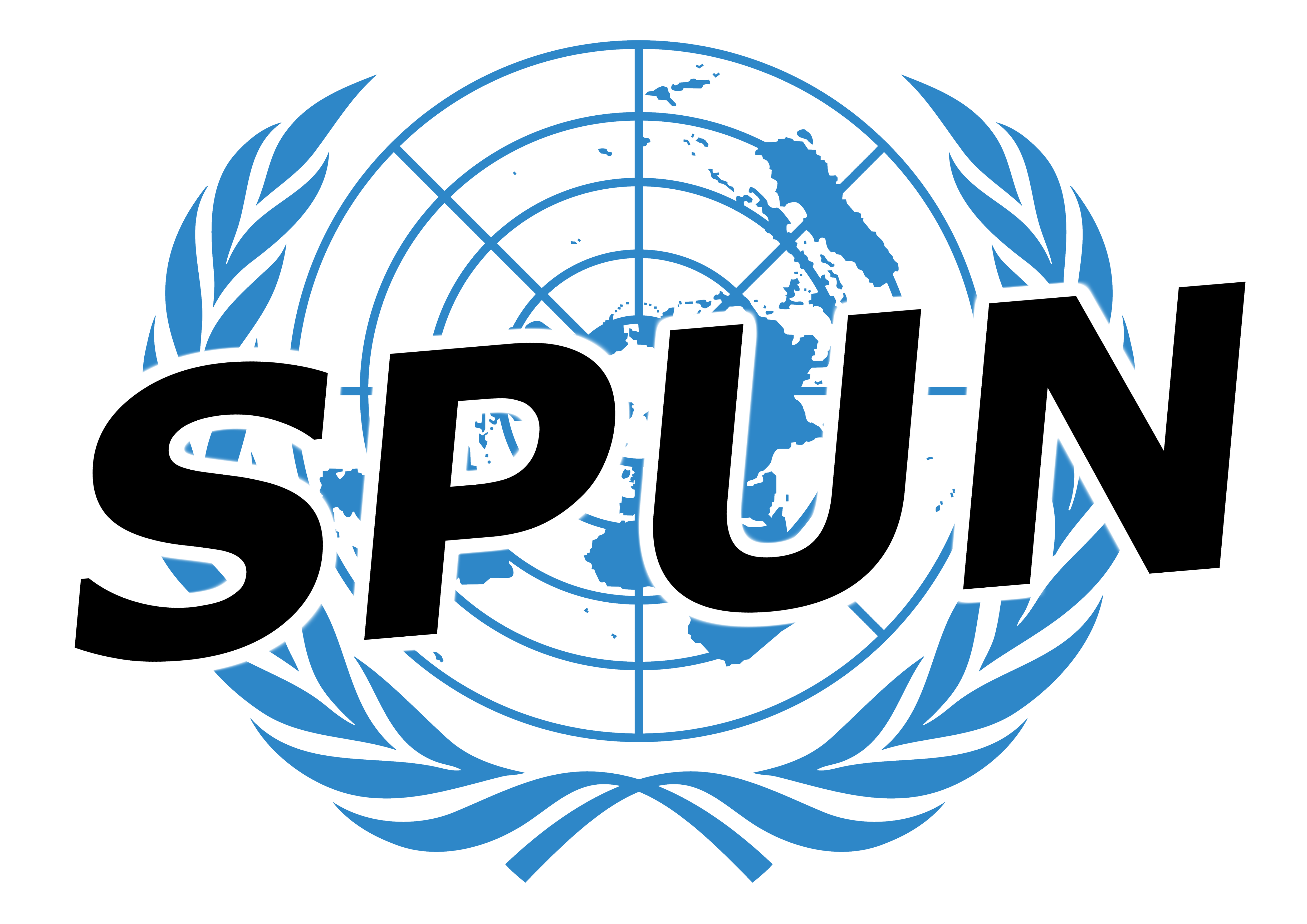
Aktuelles Logo des Schüler-Planspiel United Nations

Das Schüler-Planspiel United Nations (SPUN) ist die älteste deutschsprachige UN-Simulation für Schülerinnen und Schüler der Sekundarstufe II. Es fand zum ersten Mal 1997 in Siegen statt und findet seit 1999 jährlich in Bonn statt. 

Logo des Schüler-Planspiels, bis 2020

## Geschichte
1991 entstand die Idee für SPUN durch Dragan Jovanovic. Unterstützung fand die Idee ab 1995 durch den an der Universität Siegen lehrenden Historiker Gerhard Brunn und die Freudenberger Gustav-Heinemann-Akademie der Friedrich-Ebert-Stiftung, welche damals über neue Bildungsmöglichkeiten für Jugendliche nachdachte. 1995 fanden die ersten Vorbereitungsseminare statt. Im August 1997 fand die erste Sitzungswoche an der Universität Siegen statt. Für das Jahr 1998 wurde die Sitzungswoche bundesweit ausgeschrieben. Seit demselben Jahr ist SPUN durch die Vereinten Nationen anerkannt. Seit 1999 findet SPUN in Bonn statt.
Schirmherren des Planspiels waren bzw. sind der damalige Bundespräsident Johannes Rau (1998–2000) der damalige Bundestagspräsident Wolfgang Thierse (2000–2005),  der Bundesinnenminister a. D. Gerhart Baum (2008–2025) sowie – gemeinsam mit vorangenanntem – die damalige Bonner Oberbürgermeisterin Bärbel Dieckmann (2009) und der damalige SPD-Bundestagsfraktionsvorsitzende und heutige Bundespräsident Frank-Walter Steinmeier (2012–2013).

### COVID-19-Pandemie
Aufgrund der COVID-19-Pandemie fand SPUN erstmalig seit Bestehen zwischen 2020 und 2021 nicht statt.

## Rezeption und Wirkung
Als Beispiel für die Einbindung partizipativer Methoden in die politische Arbeit fand SPUN Eingang in Schulbücher, unter anderem in Forum Geschichte des Cornelsen Verlags. Auch nennt die UNESCO-Bildungsstrategieschrift Kultur des Friedens das Schüler-Planspiel United Nations als Beispiel für Model United Nations, die in besonderer Weise politische Bildung vermitteln.
Erster Generalsekretär war 1997 der heutige Bundestagsabgeordnete Sebastian Hartmann.

## Organisation
Träger ist der gemeinnützige Verein „Schüler-Planspiel United Nations e. V.“. SPUN wird von Schülern für Schüler organisiert, das heißt, dass zumeist vormalige Teilnehmerinnen und Teilnehmer regelmäßig zusammenkommen, um das Schüler-Planspiel United Nations zu organisieren. Diese sogenannten Seminare finden in wechselnden deutschen Städten statt:

### Nachbereitungsseminar
Bei diesem ersten Seminar werden die Inhalte, die Organisation und der Ablauf der vergangenen Woche reflektiert. Außerdem werden neue Ausschussvorsitzende (AVs), das Generalsekretariat (GS) und das neue Orgateam ausgewählt.

### Themen-Inhalte-Motto-Seminar
In diesem Seminar kommt das neue Team zusammen und legt die jährlich wechselnden Ausschüsse samt Themen sowie das jeweilige Motto fest. Zusätzlich werden die Infotexte und AV-Vorstellungen für die Website und den Instagram-Account erstellt.

### Nikolausseminar
Hier werden die letzten Schritte für die Bewerbungsphase eingeleitet und die im Protokoll des NaBeSe festgehaltenen Veränderungen des Sitzungswochenablaufes debattiert.

### Ländervergabeseminar
Im letzten der 4 SPUN-Seminare werden die eingegangenen Bewerbungen gesichtet und angenommen bzw. die freien Delegationsplätze zugeteilt.

## Ablauf der Sitzungswoche

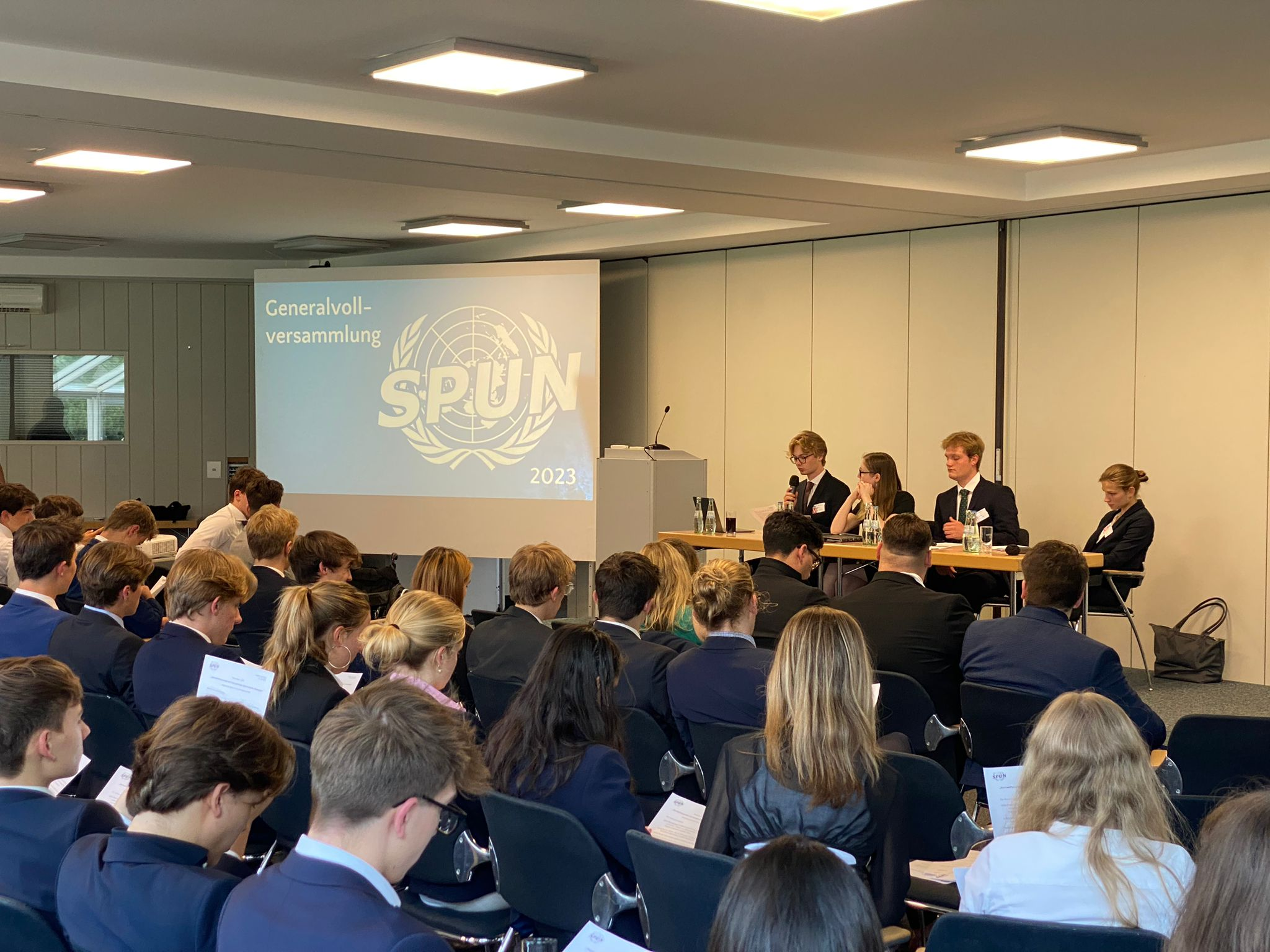
Eröffnung der Generalvollversammlung 2023

Im Vorfeld bewerben sich Gruppen von Schülern der gymnasialen Oberstufe um die Vertretung für ein bestimmtes Land. Sobald ihnen ein Land zugeteilt ist, werden diese Gruppen Delegationen genannt.
In der Sitzungswoche soll die Organisation der Vereinten Nationen simuliert werden. Zu Beginn der Sitzungswoche stellen die Delegationen ihre Länder im Rahmen der Eröffnungsrede vor. Später teilen sich die Delegierten in die Ausschüsse und Kommissionen auf. Zum Ende der Sitzungswoche tagt die Generalvollversammlung.

### Vergleich mit den Vereinten Nationen
Der Ablauf der Sitzungswoche des Schüler-Planspiels United Nations soll dem der Sitzungswoche der Vereinten Nationen ähneln. So gibt es auch bei SPUN eine Charta und eine Geschäftsordnung. Es wird seitens der Organisation Wert auf angemessene Kleidung gelegt.
Allerdings gibt es auch Unterschiede. Während bei SPUN der Ausschuss „Generalversammlung“, in dem 2015 nur 42 Staaten vertreten waren, und die „Generalvollversammlung“ besteht, in der alle Staaten vertreten sind, existiert in der UNO nur die Generalversammlung, die der „Generalvollversammlung“ bei SPUN entspricht.